# 妹背牛駅
妹背牛駅（もせうしえき）は、北海道雨竜郡妹背牛町妹背牛にある北海道旅客鉄道（JR北海道）函館本線の駅である。駅番号はA23。電報略号はモセ。事務管理コードは▲120102。
かつては急行「かむい」も停車していた。

## 歴史

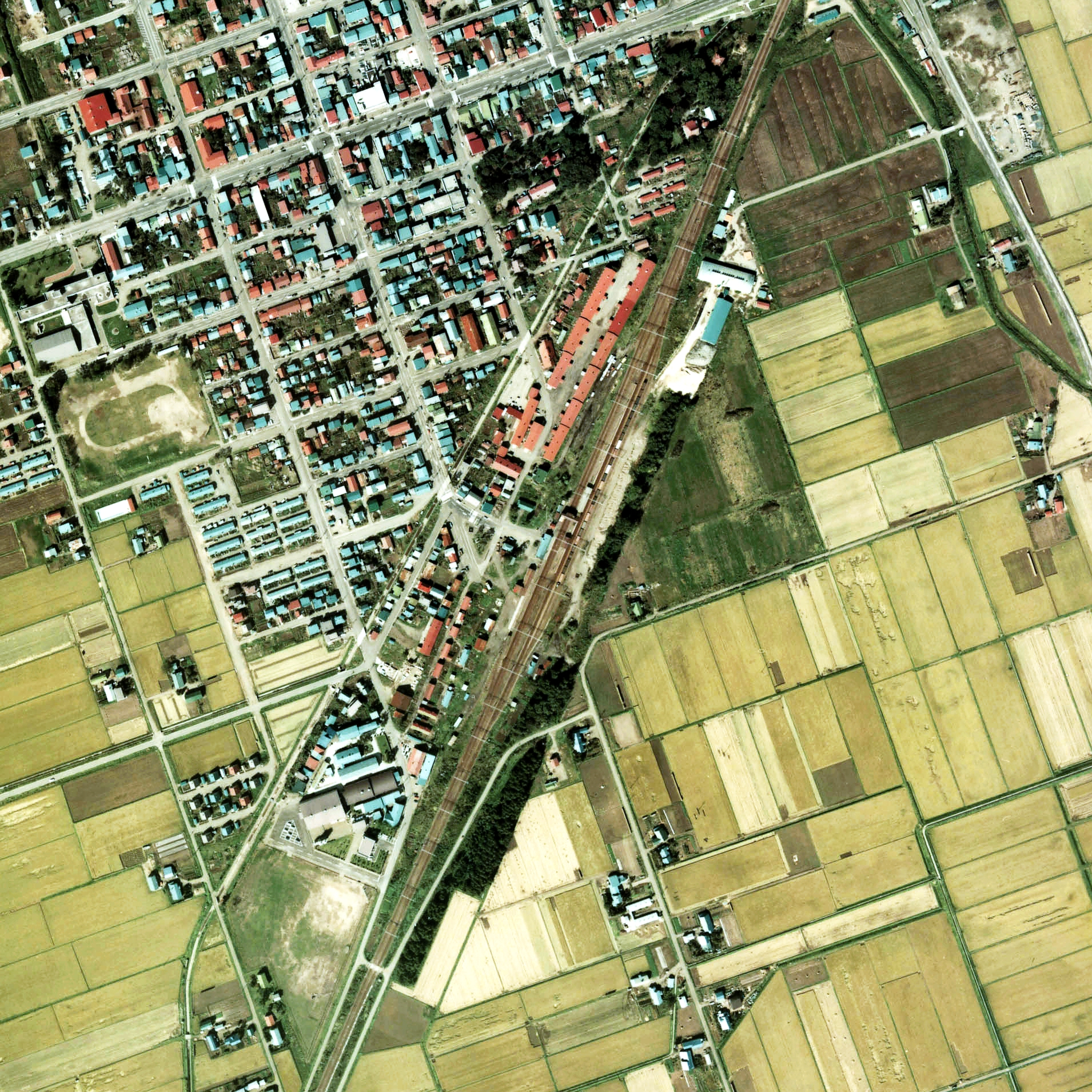
1977年の妹背牛駅と周囲1km範囲。上が旭川方面。

- 1898年（明治31年）7月16日：北海道官設鉄道の駅として開業。一般駅[1]。
- 1905年（明治38年）4月1日：官設鉄道（国有鉄道）に移管[1]。
- 1982年（昭和57年）11月15日：貨物取扱い廃止[1]。
- 1984年（昭和59年）
  - 2月1日：荷物取扱い廃止[1]。
  - 11月10日：駅員無配置駅となる[3]。
- 1987年（昭和62年）4月1日：国鉄分割民営化により、北海道旅客鉄道（JR北海道）の駅となる[1]。
- 1999年（平成11年）4月1日：簡易委託を廃止。
- 2022年（令和4年）4月28日：妹背牛町の観光誘致施策の一環として、「妹背牛」の読みをPRする駅名案内板を設置[4]。
- 2024年（令和6年）3月16日：ICカード「Kitaca」の利用が可能となる[5][6][7]。

## 駅構造
もともと江部乙駅に類似する単式・島式ホーム2面3線の配線であったが、後年の合理化により中線を廃し、単式ホーム2面2線を有する地上駅となっている。深川駅管理の無人駅。

### のりば
| 番線 | 路線      | 方向 | 行先             |
| ---- | --------- | ---- | ---------------- |
| 1    | ■函館本線 | 下り | 旭川方面         |
| 2    | ■函館本線 | 上り | 滝川・岩見沢方面 |

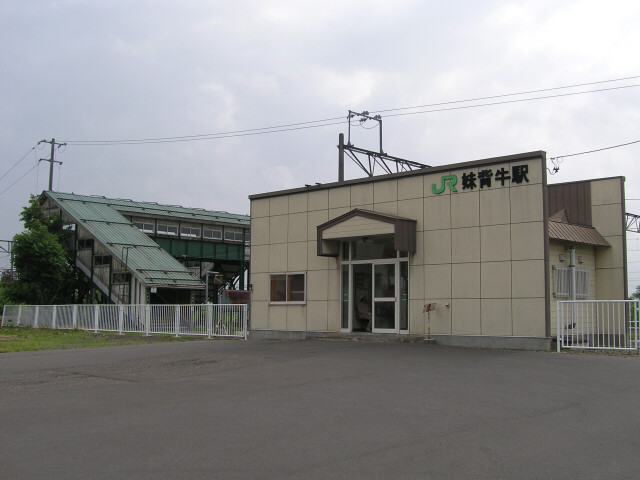
全体（2004年6月）
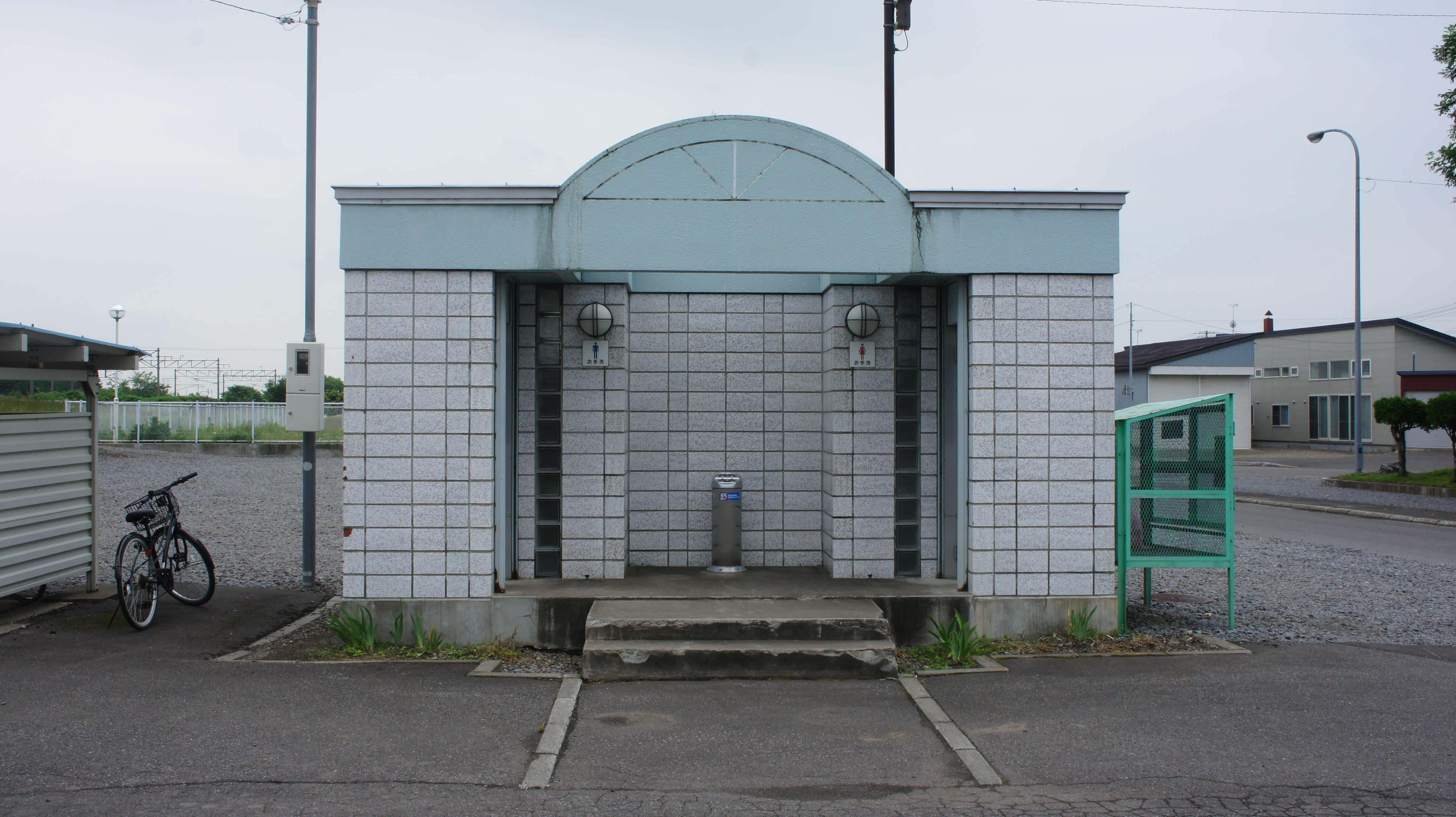
水洗式便所（2017年7月）
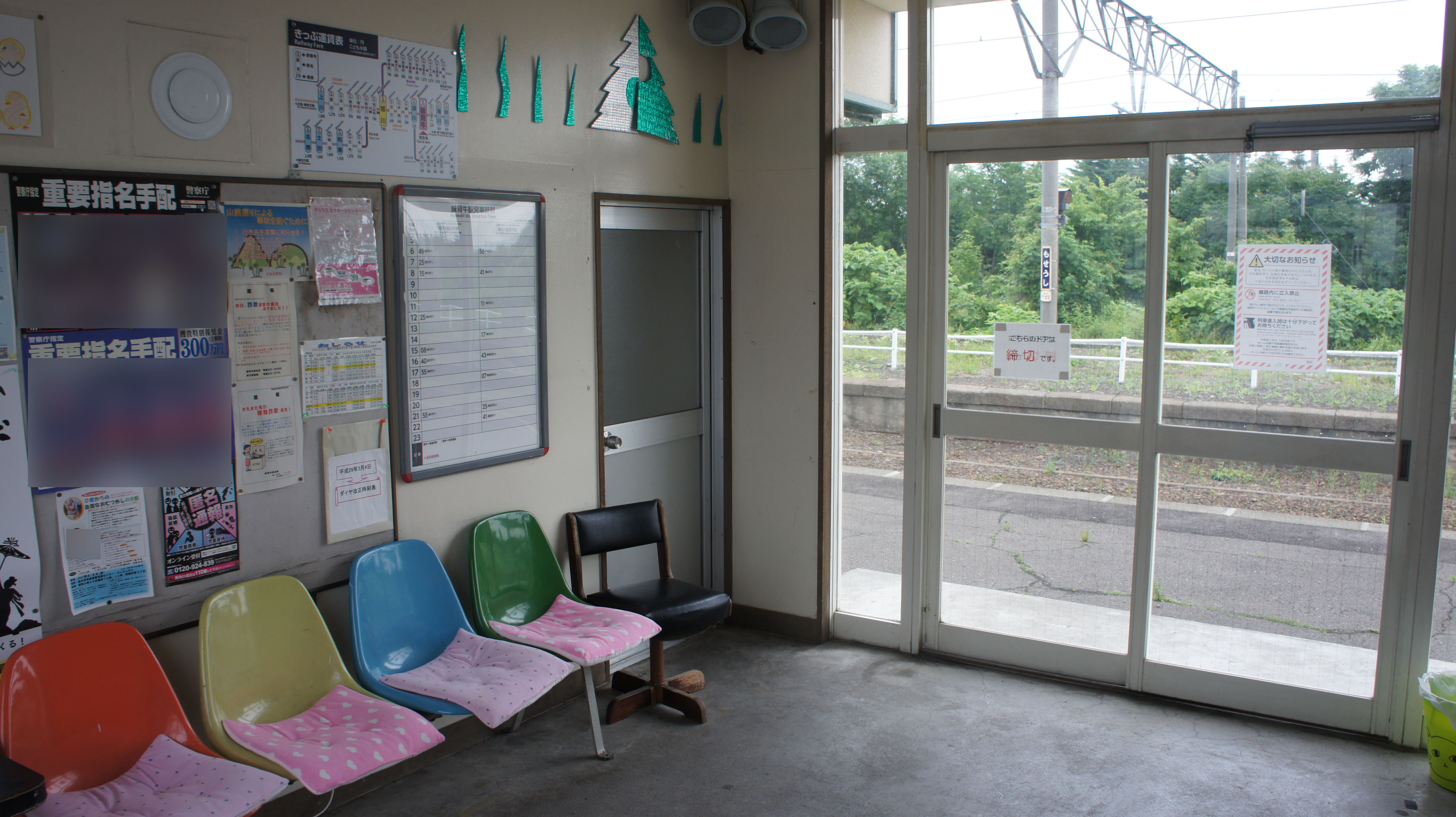
待合室（2017年7月）
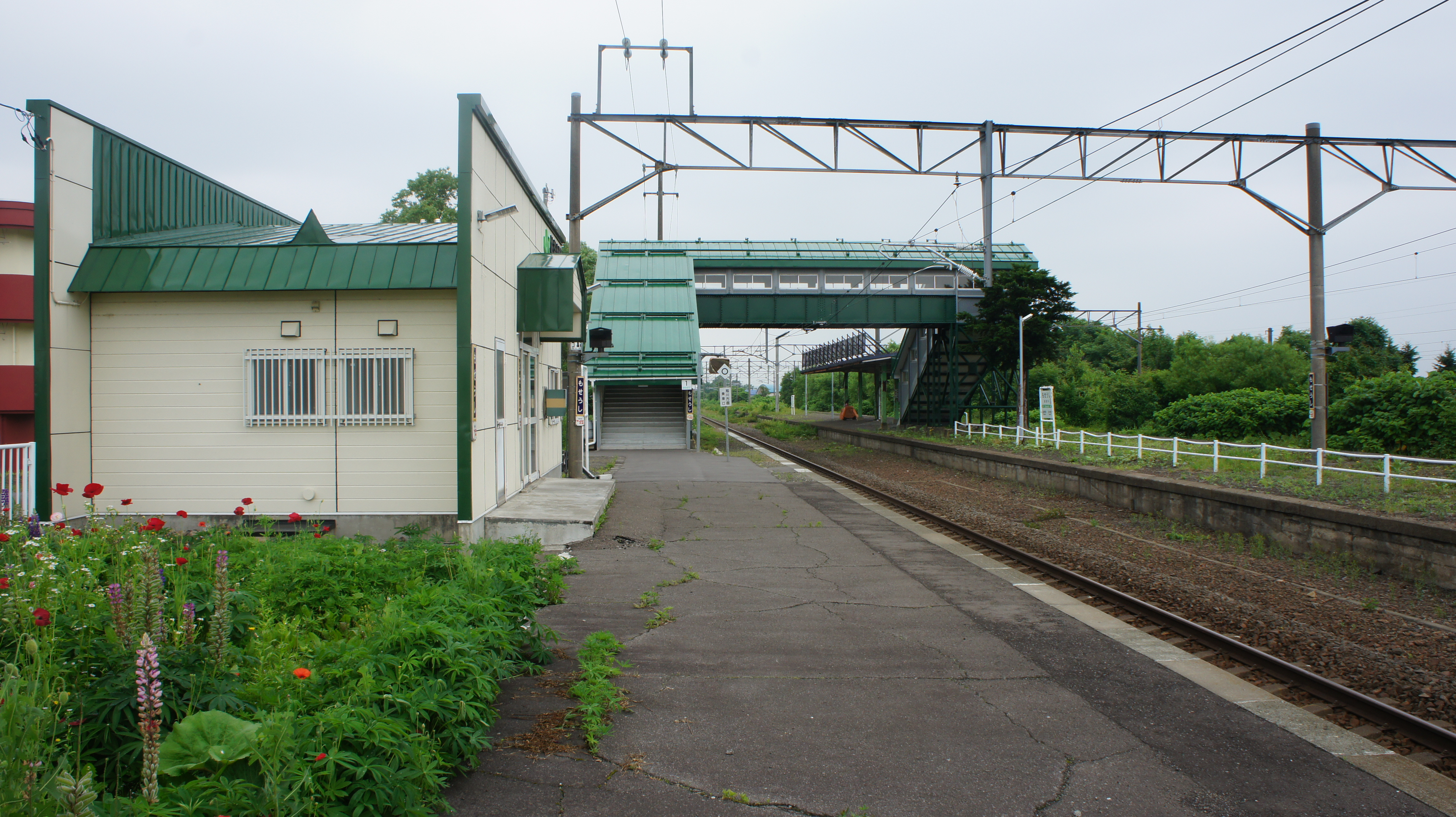
ホーム（2017年7月）
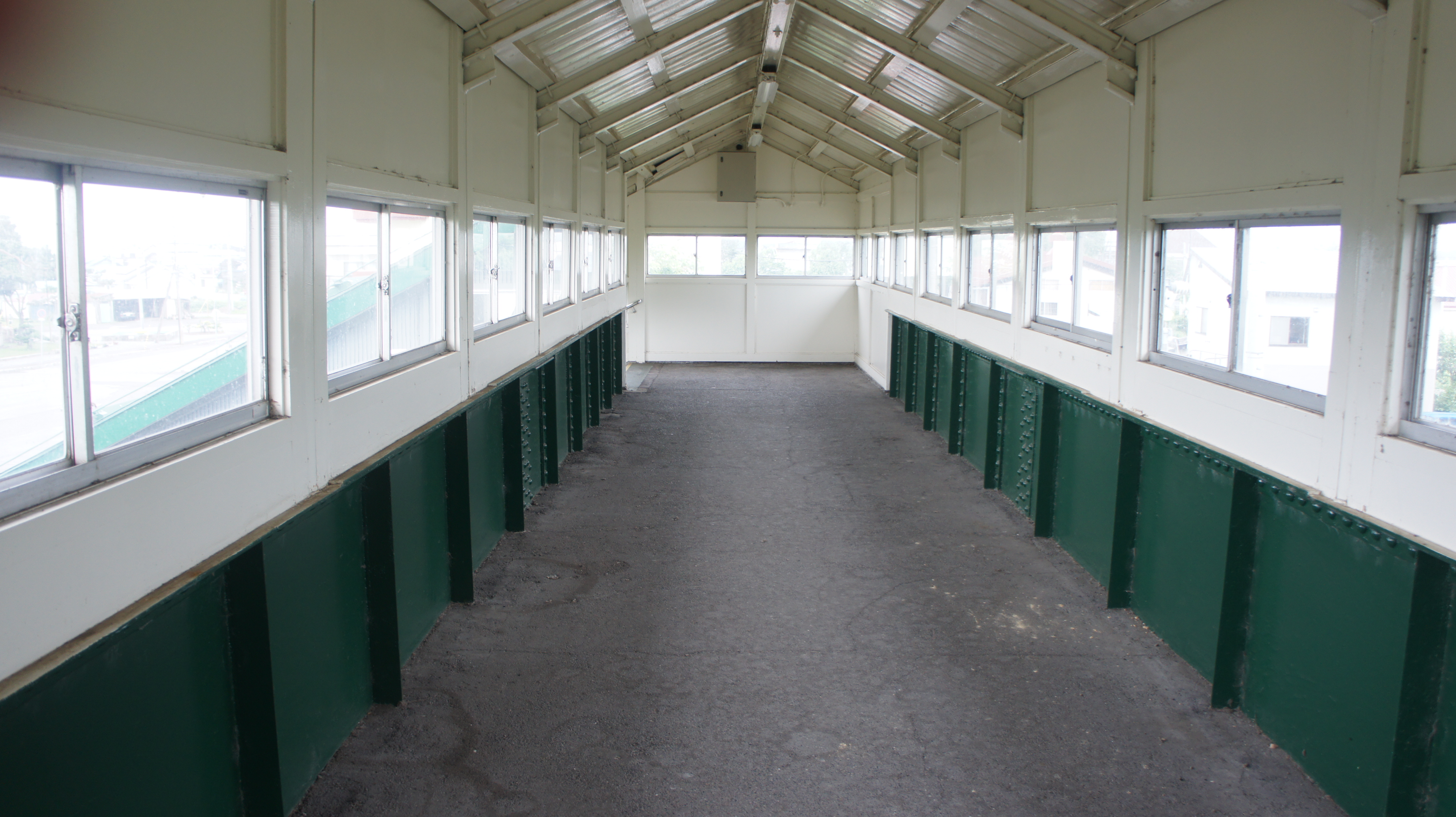
跨線橋（2017年7月）

## 利用状況
1日の平均乗降人員は以下の通りである。
| 乗降人員推移 | 乗降人員推移 |
| 年度         | 1日平均人数  |
| ------------ | ------------ |
| 2011         | 64           |
| 2012         | 66           |
| 2013         | 78           |
| 2014         | 72           |

## 駅周辺
- 妹背牛町役場
- 深川警察署妹背牛駐在所
- 妹背牛郵便局
- 北空知信用金庫妹背牛支店
- 北いぶき農業協同組合（JA北いぶき）妹背牛支所
- アグリーン妹背牛
- 認定こども園妹背牛保育所
- ホクレン包材株式会社妹背牛第1工場
- 空知中央バス「妹背牛」停留所[10]（旧妹背牛ターミナル）
- 妹背牛温泉ペペル
- 妹背牛旅館
- 妹背牛町カーリングホール
- 妹背牛町総合体育館
- 妹背牛遊水公園うらら
- 大黒屋菓子舗

## 隣の駅
北海道旅客鉄道（JR北海道）
■函館本線
江部乙駅 (A22) - 妹背牛駅 (A23) - 深川駅 (A24)